# Élections au Chambon-Feugerolles
Cette page recense les résultats de l'ensemble des votes, élections et référendums ayant eu lieu dans la commune du Chambon-Feugerolles (Loire) depuis 2000.

## Élections municipales

### 2008
Les élections municipales de 2008 ont lieu le 9 et le 16 mars 2008. Pour la commune du Chambon-Feugerolles, les conseillers municipaux sont élus selon le mode de scrutin de liste à deux tours avec représentation proportionnelle. Compte tenu du nombre d'habitants dans la commune lors du dernier recensement, le conseil municipal est composé de 33 membres conformément au Code général des collectivités territoriales. Deux listes sont déposées. À l'issue des élections qui se déroulent en un seul tour et dont les résultats figurent ci-après, Jean-François Barnier est élu maire.
|                                           | Tendance                                  | Tête de liste                             | Liste                                     | Voix         | %        | %       | Sièges | Sièges  |
| Exprimés                                  | Tendance                                  | Tête de liste                             | Liste                                     | Voix         | Inscrits | Nombre  | %      |         |
| ----------------------------------------- | ----------------------------------------- | ----------------------------------------- | ----------------------------------------- | ------------ | -------- | ------- | ------ | ------- |
|                                           | DVD                                       | Jean-François Barnier                     | Avenir Du Chambon                         | 3 192        | 65,17 %  | 38,49 % | 28     | 84,85 % |
|                                           | UG                                        | Jean Ducher                               | Reussir Ensemble Le Chamb                 | 1 706        | 34,83 %  | 20,57 % | 5      | 15,15 % |
| Total exprimés                            | Total exprimés                            | Total exprimés                            | Total exprimés                            | 4 898        | 100 %    | 59,06 % |        |         |
| Total votants : exprimés + blancs ou nuls | Total votants : exprimés + blancs ou nuls | Total votants : exprimés + blancs ou nuls | Total votants : exprimés + blancs ou nuls | 5 127 (229)  | -        | 61,82 % |        |         |
| Total inscrits : votants + abstentions    | Total inscrits : votants + abstentions    | Total inscrits : votants + abstentions    | Total inscrits : votants + abstentions    | 8 293 (3166) | -        | 100 %   |        |         |

## Élections cantonales
L'élection des conseillers généraux a lieu au scrutin uninominal majoritaire à deux tours, la moitié des sièges dans chaque département étant renouvelée tous les trois ans. Le département de la Loire comprend 40 cantons. La commune du Chambon-Feugerolles est sur le territoire du canton du Chambon-Feugerolles.

### 2008
Les élections cantonales de 2008 ont lieu les 9 et 16 mars 2008.
Jean-François Barnier (Divers droite) est élu conseiller général au 2e tour avec 54,17 % des suffrages exprimés sur le canton et 63,98 % sur la commune. Il devance Marc Faure (Parti communiste français) qui obtient 36,02 % sur la commune et 45,83 % sur le canton. Le taux de participation est de 51,25 % sur la commune et de 50,61 % sur le canton.

## Élections régionales
Les élections régionales renouvellent les 25 conseils régionaux de Métropole et d'outre-mer ainsi que l'Assemblée de Corse. Les conseillers régionaux sont élus dans chaque région au scrutin de liste à deux tours sans adjonction ni suppression de noms et sans modification de l'ordre de présentation. Dans la région Rhône-Alpes, 157 sièges sont à pourvoir. 

### 2010
Les élections régionales de 2010 ont lieu les 14 et 21 mars. Les résultats pour la commune sont les suivants :
|  | Tendance                | Tête de liste        | Liste                                                  | Commune | Région  | Sièges |
|  | ----------------------- | -------------------- | ------------------------------------------------------ | ------- | ------- | ------ |
|  | Union de la gauche      | Jean-Jack Queyranne  | Liste de rassemblement de la gauche et des écologistes | 48,47 % | 50,75 % | 100    |
|  | FN                      | Bruno Gollnisch      | Front national pour Rhône-Alpes et nos provinces       | 29,42 % | 15,22 % | 17     |
|  | Majorité présidentielle | Françoise Grossetête | Aujourd'hui et demain, ensemble pour Rhône-Alpes.      | 22,1 %  | 34,02 % | 40     |

### 2004
Les élections régionales de 2004 ont lieu les 21 et 28 mars.Les résultats pour la commune sont les suivants :
|  | Tendance                | Tête de liste        | Liste                                                                                                | Commune | Région  | Sièges |
|  | ----------------------- | -------------------- | --- | ------- | ------- | ------ |
|  | PS - PCF - PRG          | Jean-Jack Queyranne  | Rhône-alpes pour tous avec la Gauche et les Verts                                                    | 45,8 %  | 46,52 % | 94     |
|  | UDF - UMP - Cap21 - FRS | Anne-Marie Comparini | Unis pour faire gagner la région                                                                     | 33,04 % | 38,2 %  | 45     |
|  | FN                      | Bruno Gollnisch      | Front national pour Rhône-Alpes, liste présentée par Jean-Marie Le Pen, conduite par Bruno Gollnisch | 21,16 % | 15,28 % | 18     |

## Élections législatives

### 2012
Les élections législatives de 2012 se déroulent sur deux tours de scrutin les 10 et 17 juin, dans la continuité de l'élection présidentielle qui s'est tenue les 22 avril et 6 mai 2012, selon un mode de scrutin uninominal majoritaire à deux tours. Un redécoupage des circonscriptions législatives est réalisé en 2010 pour tenir compte de l'évolution de la démographie française et pour répondre à une demande du Conseil constitutionnel. Le nombre total de députés, 577, désormais inscrit dans la Constitution depuis la réforme de la constitution française de juillet 2008, reste inchangé, mais certains départements voient le nombre de circonscriptions et leur composition modifiés. Le département de la Loire voit ainsi leur nombre passer de 7 à 6.

La commune n'est pas concernée par le redécoupage et reste rattachée à la 4e circonscription.
- 4e circonscription : 41,81 % pour Léla Bencharif (VEC), 33,7 % pour Dino Cinieri (UMP, élu au 2e tour avec 41,96 % des suffrages exprimés sur la circonscription[19]), 24,49 % pour Robert Heyraud (FN), 55,9 % de participation[20].

### 2007
Les élections législatives de 2007 se déroulent sur deux tours de scrutin les 10 et 17 juin. Le découpage électoral est le même que celui des élections de 2002. Sans surprise, la majorité sortante UMP est reconduite, quelques semaines après l'élection de Nicolas Sarkozy à la présidence de la République, avec toutefois un nombre de sièges réduit par rapport aux précédentes élections. Dans la 4e circonscription du département de la Loire, dont dépend la commune de Le Chambon-Feugerolles, Dino Cinieri est élu au 2e tour avec 51,64% des suffrages. Les résultats pour la commune sont les suivants :
- 4e circonscription : 50,56 % pour Jean-Paul Chartron (UMP), 49,44 % pour Dino Cinieri (Union pour la Majorité présidentielle, élu au 2e tour avec 51,64 % des suffrages exprimés[22]), 42,57 % de participation[23].

### 2002
Les élections législatives de 2002 des députés de la XIIe législature ont lieu les 9 et 16 juin 2002, dans la foulée de l'élection présidentielle de 2002 qui a vu la réélection de Jacques Chirac. La droite parlementaire sort largement vainqueur de ces élections, marquées par un nouveau record d'abstention (39%). Les députés sont élus au scrutin uninominal majoritaire à deux tours dans 577 circonscriptions, le département de la Loire en comportant sept. La commune de Le Chambon-Feugerolles est sur le territoire de la 4e circonscription qui voit la victoire de Dino Cinieri (Union pour la Majorité présidentielle, élu au 2e tour avec 50,29 % des suffrages exprimés). Les résultats au niveau de la commune sont les suivants :
- 4e circonscription : 50,79 % pour Bernard Outin (PCF), 49,21 % pour Dino Cinieri (Union pour la Majorité présidentielle, élu au 2e tour avec 50,29 % des suffrages exprimés), 53,49 % de participation[25].

## Élections présidentielles

### 2012
Le premier tour de l'élection présidentielle de 2012 voit s'affronter dix candidats. François Hollande, candidat du Parti socialiste, et Nicolas Sarkozy, président sortant et candidat de l'UMP, se qualifient pour le second tour, avec respectivement 28,63 % et 27,18 % des suffrages exprimés. Parmi les candidats éliminés, Marine Le Pen (17,90 %), Jean-Luc Mélenchon (11,10 %) et François Bayrou (9,13 %) obtiennent des scores significatifs. À l'issue du second tour, deux semaines plus tard, François Hollande est élu président de la République avec 51,64 % des suffrages exprimés, contre 48,36 % à son adversaire.
À Le Chambon-Feugerolles, François Hollande arrive en tête du premier tour avec 31,26 %, suivi de Marine Le Pen avec 27,89 %, puis de Nicolas Sarkozy avec 17,21 %, puis Jean-Luc Mélenchon avec 13,03 %, puis François Bayrou avec 6,02 %, aucun autre candidat ne dépassant le seuil des 5 %. Au second tour, les électeurs ont voté à 57,65 % pour François Hollande contre 42,35 % pour Nicolas Sarkozy avec un taux d’abstention de 78,58 %.
|                                           | Parti        | Nom                   | Premier tour | Premier tour | Premier tour | Second tour | Second tour | Second tour |
| Voix                                      | Parti        | Nom                   | %            | %            | Voix         | %           | %           |             |
| Voix                                      | Parti        | Nom                   | Exprimés     | Inscrits     | Voix         | Exprimés    | Inscrits    |             |
| ----------------------------------------- | ------------ | --------------------- | ------------ | ------------ | ------------ | ----------- | ----------- | ----------- |
|                                           | PS-PRG       | François Hollande     | 1 984        | 31,26 %      | 24,52 %      | 3 385       | 57,65 %     | 41,84       |
|                                           | FN           | Marine Le Pen         | 1 770        | 27,89 %      | 21,87 %      |             |             |             |
|                                           | UMP-NC       | Nicolas Sarkozy       | 1092         | 17,21 %      | 13,50 %      | 2 487       | 42,35 %     | 30,74       |
|                                           | FG-PCF       | Jean-Luc Mélenchon    | 827          | 13,03 %      | 10,22 %      |             |             |             |
|                                           | MoDem        | François Bayrou       | 382          | 6,02 %       | 4,72 %       |             |             |             |
|                                           | DLR          | Nicolas Dupont-Aignan | 95           | 1,5 %        | 1,17 %       |             |             |             |
|                                           | NPA          | Philippe Poutou       | 73           | 1,15 %       | 0,90 %       |             |             |             |
|                                           | EELV         | Eva Joly              | 70           | 1,1 %        | 0,87 %       |             |             |             |
|                                           | LO           | Nathalie Arthaud      | 37           | 0,58 %       | 0,46 %       |             |             |             |
|                                           | SP           | Jacques Cheminade     | 16           | 0,25 %       | 0,20 %       |             |             |             |
|                                           |              | Total exprimés        | 6 346        | -            | 78,44 %      | 5 872       | -           | 72,58 %     |
| Total votants : exprimés + blancs ou nuls | 6 480 (134)  | -                     | 80,1 %       | 6 357 (485)  | -            | 78,58 %     |             |             |
| Total inscrits : votants + abstentions    | 8 090 (1610) | -                     | 100 %        | 8 090 (1733) | -            | 100 %       |             |             |

### 2007
Le premier tour de l'élection présidentielle de 2007 a été marqué par une participation exceptionnelle avec un score de 83,97 % des inscrits. Ce taux est comparable à celui du premier tour de l'élection présidentielle de 1965 qui était de 84,7 % et celle de 1974 qui était de 84,2 %. Nicolas Sarkozy (31,18 %) et Ségolène Royal (25,87 %) arrivent en tête pour le premier tour de l'élection devant François Bayrou (18,57 %) et Jean-Marie Le Pen (10,44 %). Au second tour, Nicolas Sarkozy est élu Président de la République française, avec 53,06 % des suffrages, contre Ségolène Royal avec 46,94 %. 
À Le Chambon-Feugerolles Ségolène Royal est arrivé en tête au premier tour avec 26,85 %, suivi de Nicolas Sarkozy avec 24,17 %, François Bayrou avec 17,04 % et enfin Jean-Marie Le Pen avec 16,92 %, aucun autre candidat ne dépassant le seuil des 5 %. Au second tour, les électeurs ont voté à 50,56 % pour Nicolas Sarkozy contre 49,44 % pour Ségolène Royal avec un taux d’abstention de 17,62 %.
|                                           | Parti          | Nom                  | Premier tour | Premier tour | Premier tour | Second tour | Second tour | Second tour |
| Voix                                      | Parti          | Nom                  | %            | %            | Voix         | %           | %           |             |
| Voix                                      | Parti          | Nom                  | Exprimés     | Inscrits     | Voix         | Exprimés    | Inscrits    |             |
| ----------------------------------------- | -------------- | -------------------- | ------------ | ------------ | ------------ | ----------- | ----------- | ----------- |
|                                           | PS             | Ségolène Royal       | 1 817        | 26,85 %      | 21,94 %      | 3 211       | 49,44 %     | 38,78       |
|                                           | UMP            | Nicolas Sarkozy      | 1 636        | 24,17 %      | 19,69 %      | 3 284       | 50,56 %     | 39,66       |
|                                           | MoDem          | François Bayrou      | 1153         | 17,04 %      | 13,88 %      |             |             |             |
|                                           | FN             | Jean-Marie Le Pen    | 1145         | 16,92 %      | 13,78 %      |             |             |             |
|                                           | LCR            | Olivier Besancenot   | 318          | 4,7 %        | 3,83 %       |             |             |             |
|                                           | PCF            | Marie-George Buffet  | 203          | 3 %          | 2,44 %       |             |             |             |
|                                           | MPF            | Philippe de Villiers | 190          | 2,81 %       | 2,29 %       |             |             |             |
|                                           | LO             | Arlette Laguiller    | 100          | 1,48 %       | 1,20 %       |             |             |             |
|                                           | Verts          | Dominique Voynet     | 78           | 1,15 %       | 0,94 %       |             |             |             |
|                                           | Sans étiquette | José Bové            | 71           | 1,05 %       | 0,85 %       |             |             |             |
|                                           | CPNT           | Frédéric Nihous      | 40           | 0,59 %       | 0,48 %       |             |             |             |
|                                           | PT             | Gérard Schivardi     | 17           | 0,25 %       | 0,20 %       |             |             |             |
|                                           |                | Total exprimés       | 6 768        | -            | 81,76 %      | 6 495       | -           | 78,44 %     |
| Total votants : exprimés + blancs ou nuls | 6 903 (135)    | -                    | 83,39 %      | 6 821 (326)  | -            | 82,38 %     |             |             |
| Total inscrits : votants + abstentions    | 8 278 (1375)   | -                    | 100 %        | 8 280 (1459) | -            | 100 %       |             |             |

### 2002
Le 21 avril 2002 est inédit dans la vie politique française, puisqu'un représentant d'un parti classé à l'extrême droite de l'échiquier politique a réussi à se qualifier pour le second tour d'une élection présidentielle. Jacques Chirac est réélu président de la république avec le plus fort score depuis la création de la Cinquième République : 82,21 % ; Jean-Marie Le Pen obtient 17,79 % des suffrages exprimés.
 À Le Chambon-Feugerolles, Jean-Marie Le Pen arrive en tête au premier tour avec 29,97 %, suivi de Jacques Chirac avec 13,62 %. Viennent ensuite Lionel Jospin avec 13,58 %, François Bayrou avec 6,53 %, puis Jean-Pierre Chevènement avec 6,06 % et Arlette Laguiller avec 6 %, aucun autre candidat ne dépassant le seuil des 5 %. Au second tour, les électeurs ont voté à 72,42 % pour Jacques Chirac contre 27,58 % pour Jean-Marie Le Pen avec un taux d’abstention de 22,03 %, résultat inférieur aux tendances nationales.
|                                           | Parti        | Nom                     | Premier tour | Premier tour | Premier tour | Second tour | Second tour | Second tour |
| Voix                                      | Parti        | Nom                     | %            | %            | Voix         | %           | %           |             |
| Voix                                      | Parti        | Nom                     | Exprimés     | Inscrits     | Voix         | Exprimés    | Inscrits    |             |
| ----------------------------------------- | ------------ | ----------------------- | ------------ | ------------ | ------------ | ----------- | ----------- | ----------- |
|                                           | FN           | Jean-Marie Le Pen       | 1 697        | 29,97 %      | 20,43 %      | 1 678       | 27,58 %     | 20,2        |
|                                           | UMP          | Jacques Chirac          | 771          | 13,62 %      | 9,27 %       | 4 407       | 72,42 %     | 53,06       |
|                                           | PS           | Lionel Jospin           | 769          | 13,58 %      | 9,26 %       |             |             |             |
|                                           | MoDem        | François Bayrou         | 370          | 6,53 %       | 4,45 %       |             |             |             |
|                                           | MRC          | Jean-Pierre Chevènement | 343          | 6,06 %       | 4,13 %       |             |             |             |
|                                           | LO           | Arlette Laguiller       | 340          | 6 %          | 4,8 %        |             |             |             |
|                                           | PCF          | Robert Hue              | 261          | 4,61 %       | 3,14 %       |             |             |             |
|                                           | MNR          | Bruno Mégret            | 243          | 4,29 %       | 2,93 %       |             |             |             |
|                                           | Verts        | Noël Mamère             | 241          | 4,26 %       | 2,90 %       |             |             |             |
|                                           | LCR          | Olivier Besancenot      | 218          | 3,85 %       | 2,62 %       |             |             |             |
|                                           | DL           | Alain Madelin           | 113          | 2 %          | 1,36 %       |             |             |             |
|                                           | CPNT         | Jean Saint-Josse        | 100          | 1,77 %       | 1,20 %       |             |             |             |
|                                           | PRG          | Christiane Taubira      | 64           | 1,13 %       | 0,77 %       |             |             |             |
|                                           | Cap21        | Corinne Lepage          | 62           | 1,1 %        | 0,75 %       |             |             |             |
|                                           | PT           | Daniel Gluckstein       | 37           | 0,65 %       | 0,45 %       |             |             |             |
|                                           | FRS          | Christine Boutin        | 33           | 0,58 %       | 0,40 %       |             |             |             |
|                                           |              | Total exprimés          | 5 662        | -            | 68,17 %      | 6 085       | -           | 73,26 %     |
| Total votants : exprimés + blancs ou nuls | 5 869 (207)  | -                       | 70,66 %      | 6 476 (391)  | -            | 77,97 %     |             |             |
| Total inscrits : votants + abstentions    | 8 306 (2437) | -                       | 100 %        | 8 306 (1830) | -            | 100 %       |             |             |

## Référendums
Le référendum sur le quinquennat présidentiel, visant à réduire la durée du mandat présidentiel de sept à cinq ans, a lieu le 24 septembre 2000. La question posée est : « Approuvez-vous le projet de loi constitutionnelle fixant la durée du mandat du président de la République à cinq ans ? » Les électeurs votent « oui » à une large majorité (73,21 % des suffrages exprimés), dans un contexte de forte abstention (69,81 %). Localement, les votes sont respectivement de 68,62 % pour le "oui" et de 31,38 % pour le "non".
Le référendum français sur le traité établissant une Constitution pour l'Europe a eu lieu le 29 mai 2005. À la question « Approuvez-vous le projet de loi qui autorise la ratification du traité établissant une Constitution pour l'Europe ? », le « non » recueille 54,68 % des suffrages exprimés. Ce troisième référendum français sur un traité européen (après ceux de 1972 et 1992) est le premier à être rejeté. Localement les électeurs de la commune votent à 31,73 % pour le "oui" et à 68,27 % pour le "non".
| Référendums. | Référendums.      | Référendums.      | Référendums.      | Référendums.      | Référendums.      | Référendums.      | Référendums.  |
| Année        | Oui (national)    | Oui (national)    | Oui (national)    | Non (national)    | Non (national)    | Non (national)    | Participation |
| ------------ | ----------------- | ----------------- | ----------------- | ----------------- | ----------------- | ----------------- | ------------- |
| 2000         | 68,62 % (73,21 %) | 68,62 % (73,21 %) | 68,62 % (73,21 %) | 31,38 % (26,79 %) | 31,38 % (26,79 %) | 31,38 % (26,79 %) | 23,27 %       |
| 2005         | 31,73 % (45,33 %) | 31,73 % (45,33 %) | 31,73 % (45,33 %) | 68,27 % (54,67 %) | 68,27 % (54,67 %) | 68,27 % (54,67 %) | 66,31 %       |